# Gianni Schicchi
Gianni Schicchi és una òpera còmica en un acte, composta per Giacomo Puccini sobre un llibret de Giovacchino Forzano, basat en una història referida breument en la Divina Comèdia de Dant.
És la tercera i més coneguda i representada de les òperes que conformen Il trittico (El tríptic). Es va estrenar junt amb les altres dues, al Metropolitan Opera House de Nova York l'any 1918.
Entre els intèrprets de l'estrena el baríton Giuseppe De Luca en la part de Gianni Schicchi, el tenor Giulio Crimi en la de Rinuccio, la soprano Florence Easton en la part de Lauretta i el tenor Angelo Badà com a Gherardo. Fins al 2009 va tenir 138 actuacions al Metropolitan.

## Col·locació en el repertori
Del Tríptic, Gianni Schicchi va ser l'òpera que va tenir de seguida un major èxit, i, per tant, aviat va començar a tenir una vida independent, malgrat el desig explícit de Puccini que les tres òperes s'escenessin sempre juntes i mai combinades amb altres títols.
En els darrers temps s'ha anat consolidant la pràctica de combinar Gianni Schicchi amb Eine florentinische Tragödie (Una tragèdia florentina) d'Alexander Zemlinsky o amb Alfred, Alfred de Franco Donatoni. De fet, les dues òperes es poden combinar no només per l'ambientació florentina medieval comú, sinó també per l'escenografia (interior d'una casa per a totes dues) i la complementarietat dels temes: una tragèdia nocturna i una assolellada comèdia brillant. Finalment, hi ha una connexió històrica: el mateix Puccini, l'any 1912, havia pensat a musicar Una tragèdia florentina d'Oscar Wilde, obra inacabada de la qual Zemlinsky es va inspirar per a la seva òpera uns anys més tard.

## Argument
L'acció transcorre en Florència, l'any 1299.

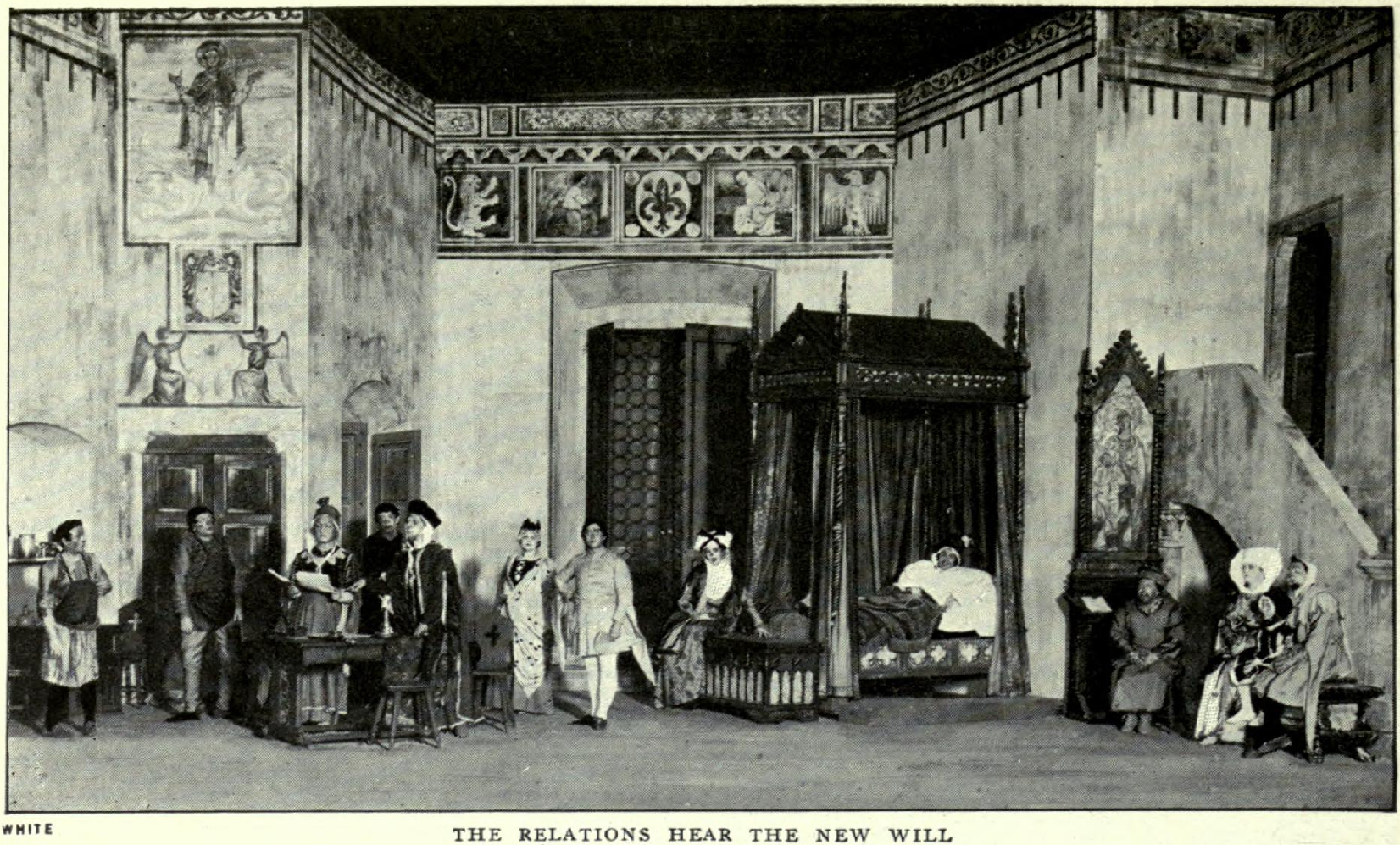
Escena de l'òpera Gianni Schicchi

Buoso Donati ha mort al llit. Els seus parents es lamenten de manera melodramàtica, fins que arriba el rumor que ha llegat la seua herència al monestir local. Frenèticament busquen el testament. Rinuccio el troba, però refusa lliurar-lo a la seua tia Zita fins que aquesta declare respectar les seues condicions. Si el testament és favorable a ell, ella haurà de permetre que es case amb la filla de Schicchi, Lauretta. Després de consentir, ella llegeix el testament, i ell ordena buscar a Schicchi. Quan la lectura confirma els foscos rumors, tothom es posa furiós. Tots rebutgen el matrimoni de Rinuccio. Què fer?! Schicchi i Lauretta arriben i es troben amb una freda accollida. Rinuccio insisteix que Schicchi pot solucionar el problema, i tothom, amb reserves, accepta deixar que ho intenti. Schicchi despatxa la seua filla. Després d'assabentar-se que la mort de Donati encara no s'ha fet pública, li diu al doctor acabat d'arribat que Donati se sent millor i que els seus serveis no seran ja necessaris. Rinuccio s'afanya a cridar el notari. Schicchi es disfressarà de Donati i dictarà un nou testament. Els parents acorden la divisió de la propietat, amb excepció de la mula, els molins i la casa. Acorden que siga Schicchi qui decidisca a qui correspondran aquestes propietats, però, un rere l'altre intenten subornar-lo. Schicchi, amb vehemència, recorda a tothom quina és la pena per falsificació. El notari fa la seua aparició. Entre les protestes dels parents, Schicchi s'atorga a si mateix la mula, els molins i la casa. Quan el notari se'n va, Schicchi despatxa els parents que han caigut en el seu propi parany. Ara Lauretta disposa de dot i no hi ha obstacle perquè es case amb Rinuccio. Schicchi s'adreça al públic i sol·licita la seua indulgència.

## Formació orquestral

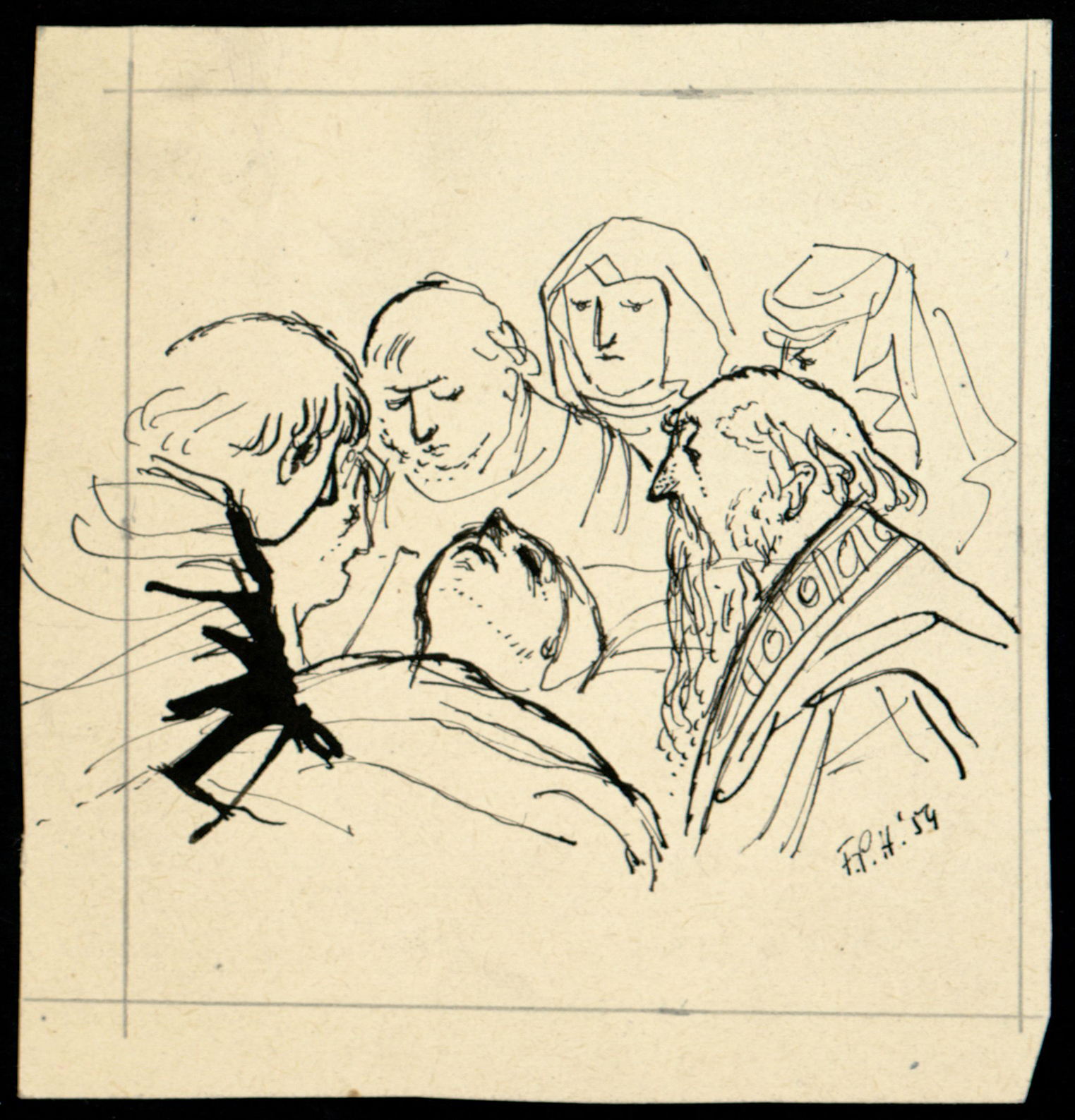
Disseny per a la portada del llibret, disseny per a Gianni Schicchi (1954).

La partitura de Puccini implica l'ús de:
- flautín, 2 flautes, 2 oboès, trompa anglesa, 2 clarinets, clarinet baix, 2 fagots
- 4 trompes, 3 trompetes, 3 trombons, trombó baix
- timbals, tambor, triangle, plats, bombo
- celesta, campana sepulcral, arpa, arcs

## Discografia
| Any  | Casting (Gianni Schicchi, Lauretta, Rinuccio)        | Director          | Segell         |
| ---- | ---------------------------------------------------- | ----------------- | -------------- |
| 1959 | Tito Gobbi, Victoria de los Ángeles, Carlo del Monte | Gabriele Santini  | EMI            |
| 1962 | Fernando Corena, Renata Tebaldi, Agostino Lazzari    | Lamberto Gardelli | Decca          |
| 1977 | Tito Gobbi, Ileana Cotrubaș, Plácido Domingo         | Lorin Maazel      | Sony Classical |
| 1986 | Rolando Panerai, Helen Donath, Peter Seiffert        | Giuseppe Patanè   | RCA            |
| 1991 | Leo Nucci, Mirella Freni, Roberto Alagna             | Bruno Bartoletti  | Decca          |
| 1997 | José van Dam, Angela Gheorghiu, Roberto Alagna       | Antonio Pappano   | EMI            |

## Videografia
| Any  | Casting (Gianni Schicchi, Lauretta, Rinuccio)          | Director             | Segell         |
| ---- | ------------------------------------------------------ | -------------------- | -------------- |
| 1983 | Juan Pons, Cecilia Gasdia, Jurij Marusin               | Gianandrea Gavazzeni | NVC Arts       |
| 2000 | Bruno de Simone, Elisabetta Scano, Aquiles Machado     | Riccardo Chailly     | Avro Klassiek  |
| 2004 | Alessandro Corbelli, Sally Matthews, Massimo Giordano  | Vladimir Jurovskij   | Opus Arte      |
| 2007 | Alberto Mastromarino, Amarilli Nizza, Andrea Giovanni  | Julian Reynolds      | TDK            |
| 2008 | Leo Nucci, Nino Machaidze, Vittorio Grigolo            | Riccardo Chailly     | Hardy Classics |
| 2011 | Lucio Gallo, Ekaterina Siurina, Francesco Demuro       | Antonio Pappano      | Opus Arte      |
| 2015 | Plácido Domingo, Andriana Chuchman, Arturo Chacón-Cruz | Grant Gershon        | Sony Classical |

## Filmografia
- Gianni Schicchi, direcció de Damiano Michieletto (2021)

## Àries destacades
- "Firenze è come un alberto fiorito" (Rinuccio)
- "O mio babbino caro" (Laure)
- "Ah! che zucconi!", monòleg de Gianni Schicchi